# Eidmannella reclusa
Eidmannella reclusa là một loài nhện trong họ Nesticidae.
Loài này thuộc chi Eidmannella. Eidmannella reclusa được Willis J. Gertsch miêu tả năm 1984.